# Ryszkowa Wola
Ryszkowa Wola est une localité polonaise de la gmina de Wiązownica, située dans le powiat de Jarosław en voïvodie des Basses-Carpates.